# Mebjong
A mebjong (maebyeong) Korjo (Goryeo)-kori koreai vázatípus, mely a kínai mejping (meiping) formából eredeztethető, azonban jelentősen átalakult a koreai fazekasságban. Dél-Korea nemzeti kincsei között több mebjong (maebyeong) is található.

## Története és jellegzetességei
A mebjong (maebyeong) formájának alapját az Északi Szung (Song) (960–1127) idejéből származó mejping (meiping) vázák adják, melyeket „szilvavázának” is neveznek. A korjói (goryeói) fazekasságban a váza alakja módosult, szája kicsi, nyaka rövid, a vonalvezetése pedig kerekebb, S-vonalra emlékeztető. Az edények egy részének kupaszerű teteje is volt, ami azt jelzi, hogy bor tárolására használták.
A díszítés technikája jellegzetesen koreai: intarziás mintákat készítettek, az agyagba tűvel vagy faeszközökkel karcolták a mintát, amit fekete és fehér anyaggal töltöttek ki, ezután égették, majd szeladonborítást kapott. Ez volt az egyik legnépszerűbb technika, melyet az tett lehetővé, hogy a fazekasok olyan áttetsző szeladonréteget használtak, ami alatt látszódhatott a festett minta.